# ツバメウオ属
ツバメウオ属 (学名：Platax) は、インド太平洋に分布するマンジュウダイ科の属の一つ。サンゴ礁に生息する5種が知られる。

## 形態
体長は40 - 65cm。最大種はツバメウオで、体長は70cmに達する。成魚の体は側扁した円形で、背鰭と臀鰭が発達するため、全体の輪郭は三角形に近い。幼魚は鰭が非常に長い。

## 生態
インド太平洋に広く分布する。西は紅海から東はオーストラリアまで、北は琉球諸島から南はオーストラリアの東海岸まで見られる。日本でも琉球など低緯度地域で成魚が多く見られ、幼魚は海流に乗り本州にも到達する。
少数の個体が大西洋海域で発見されており、ナンヨウツバメウオがフロリダで外来種として観察されている。原因はアクアリウム業界にあると非難されている。
サンゴ礁や難破船の周囲に多い。幼魚は沿岸部の湾内部や漁港で見られる。蠕虫、カニ、クラゲなどの無脊椎動物を捕食する。

## 分類
本属はジョルジュ・キュヴィエが1816年に発表した分類体系で提唱された。キュヴィエは Platax 属にミカヅキツバメウオ、Platax ocellatus が属するとした。P. ocellatus は現在、Chaetodon ocellatusとしてチョウチョウウオ属に分類されている。同じ研究で、ツバメウオはチョウチョウウオ属に分類された。
いくつかの種が本属に分類され、その後変更された。上述のC. ocellatusもその1つである。ヴァランシエンヌとの共同研究で、キュヴィエは1831年にスカラレ・エンゼルを Platax scalaris として分類した。実際エンゼルフィッシュは本属とは遠縁である。マンジュウダイ科の Zabidius novemaculeatus は、1900年代初頭にオーストラリアで発見されたとき、Mccullochによって Platax novemaculeatus として記載された。
属名「Platax」は「平らな」を意味するギリシア語の platys に由来し、本属魚類の側扁した体による。英名は「batfish」だが、アカグツ科やセミホウボウ科、スダレダイ科、カワハギ科、ヒメツバメウオ科もこのように呼ばれる。

## 下位分類
本属には5種が属する。
- バタビアツバメウオ[11] Platax batavianus (Cuvier, 1831) (Humpback batfish) 日本には分布しない。
- ミカヅキツバメウオ Platax boersii (Bleeker, 1852) (Golden batfish)
- ナンヨウツバメウオ Platax orbicularis (Forsskål, 1775) (Orbicular batfish)
- アカククリ Platax pinnatus (Linnaeus, 1758) (Dusky batfish)
- ツバメウオ Platax teira (Forsskål, 1775) (Longfin batfish)

数種の化石種が知られている。
- †Platax altissimus Agassiz, 1842
- †Platax macropterygious Agassiz, 1842
- †Platax papilio Agassiz, 1842
- †Platax woodwardii Agassiz, 1842

## 人間との関係
日本では普通食用とならず、市場で流通することは稀。幼魚は観賞用として飼育され、成魚は水族館でよく展示される。